# The Ivory Snuff Box
The Ivory Snuff Box er en amerikansk stumfilm fra 1915 af Maurice Tourneur.

## Medvirkende
- Holbrook Blinn som Richard Duvall.
- Alma Belwin som Grace Ellicot.
- Norman Trevor som Dr. Hartmann.
- Robert Cummings.
- Jacqueline Morhange.